# Prvi razred 1923-1924
La Prvi razred 1923./24. (in lingua italiana prima classe 1923-24), in cirillico Први разред 1923./24., fu la quinta edizione della massima divisione delle varie sottofederazioni (podsaveze) in cui era diviso il sistema calcistico del Regno dei Serbi, Croati e Sloveni.
Le vincenti accedevano al Državno prvenstvo 1924 (campionato nazionale) per designare la squadra campione.

## Sottofederazioni
Rispetto alla stagione precedente si è aggiunta la sottofederazione di Osijek.
| Città    | Sottofederazione               | Vincitrice ed ammessa al campionato nazionale |
| -------- | ------------------------------ | --------------------------------------------- |
| Lubiana  | Ljubljanski nogometni podsavez | Ilirija                                       |
| Zagabria | Zagrebački nogometni podsavez  | Građanski Zagabria                            |
| Osijek   | Osječki nogometni podsavez     | Slavija Osijek                                |
| Subotica | Subotički nogometni podsavez   | SSU Sombor                                    |
| Belgrado | Beogradski loptački podsavez   | Jugoslavija                                   |
| Sarajevo | Sarajevski nogometni podsavez  | SAŠK                                          |
| Spalato  | Splitski nogometni podsavez    | Hajduk Spalato                                |

### Lubiana

#### Gruppo Lubiana
|  | Pos. | Squadra        | Pt | G | V | N | P | GF | GS | QR    |
|  | ---- | -------------- | -- | - | - | - | - | -- | -- | ----- |
|  | 1.   | Ilirija        | 7  | 4 | 3 | 1 | 0 | 20 | 4  | 5,000 |
|  | 2.   | Hermes Lubiana | 3  | 4 | 1 | 1 | 2 | 3  | 11 | 0,272 |
|  | 3.   | Jadran Lubiana | 2  | 4 | 0 | 2 | 2 | 5  | 13 | 0,384 |

|         | Ili  | Her  | Jad  |
| ------- | ---- | ---- | ---- |
| Ilirija | –––– | 2-0  | 7-1  |
| Hermes  | 0-8  | –––– | 1-1  |
| Jadran  | 3-3  | 0-2  | –––– |

#### Gruppo Celje
|  | Pos. | Squadra        | Pt | G | V | N | P | GF | GS | QR    |
|  | ---- | -------------- | -- | - | - | - | - | -- | -- | ----- |
|  | 1.   | Celje          | 4  | 2 | 2 | 0 | 0 | 6  | 0  | —     |
|  | 2.   | Athletik Celje | 0  | 2 | 0 | 0 | 2 | 0  | 6  | 0,000 |

|          | Cel  | Ath  |
| -------- | ---- | ---- |
| Celje    | –––– | 3-0  |
| Athletik | 0-3  | –––– |

#### Gruppo Maribor
|  | Pos. | Squadra         | Pt | G | V | N | P | GF | GS | QR    |
|  | ---- | --------------- | -- | - | - | - | - | -- | -- | ----- |
|  | 1.   | 1.SŠK Maribor   | 11 | 6 | 5 | 1 | 0 | 16 | 4  | 4,000 |
|  | 2.   | Rapid Marburg   | 9  | 6 | 4 | 1 | 1 | 22 | 6  | 3,666 |
|  | 3.   | Svoboda Maribor | 3  | 6 | 1 | 1 | 4 | 7  | 19 | 0,368 |
|  | 4.   | Ptuj            | 1  | 6 | 0 | 1 | 5 | 5  | 21 | 0,238 |

|         | Mar  | Rap  | Svo  | Ptu  |
| ------- | ---- | ---- | ---- | ---- |
| Maribor | –––– | 2-0  | 2-1  | 2-1  |
| Rapid   | 2-2  | –––– | 7-1  | 5-1  |
| Svoboda | 0-3  | 0-4  | –––– | 3-1  |
| Ptuj    | 0-5  | 0-4  | 2-2  | –––– |

#### Finali
| Data              | Partita                 | Ris. |
| ----------------- | ----------------------- | ---- |
| SEMIFINALI        |                         |      |
| 29.05.1924        | 1.SŠK Maribor – Celje   | 6–0  |
| Ilirija esentato  |                         |      |
| FINALE            |                         |      |
| 15.06.1924        | Ilirija – 1.SŠK Maribor | 5–0  |
| Fonte: exyufudbal |                         |      |

### Zagabria
|                   | Pos. | Squadra              | Pt | G | V | N | P | GF | GS | QR    |
| ----------------- | ---- | -------------------- | -- | - | - | - | - | -- | -- | ----- |
|                   | 1.   | Građanski Zagabria   | 15 | 8 | 7 | 1 | 0 | 48 | 7  | 6,857 |
|                   | 2.   | HAŠK Zagabria        | 12 | 8 | 5 | 2 | 1 | 24 | 12 | 2,000 |
|                   | 3.   | Concordia Zagabria   | 7  | 8 | 3 | 1 | 4 | 17 | 17 | 1,000 |
|                   | 4.   | Šparta Zagabria      | 6  | 8 | 2 | 2 | 4 | 9  | 24 | 0,375 |
|                   | 5.   | Tipografija Zagabria | 0  | 8 | 0 | 0 | 8 | 4  | 42 | 0,095 |
| Fonte: exyufudbal |      |                      |    |   |   |   |   |    |    |       |

|                   | Gra  | HAŠ  | Con  | Špa  | Tip  |
| ----------------- | ---- | ---- | ---- | ---- | ---- |
| Građanski         | –––– | 4-1  | 5-1  | 7-0  | 14-1 |
| HAŠK              | 3-3  | –––– | 4-2  | 3-0  | 6-0  |
| Concordia         | 1-3  | 1-4  | –––– | 0-0  | 5-1  |
| Šparta            | 0-7  | 2-2  | 0-3  | –––– | 4-1  |
| Tipografija       | 0-5  | 0-1  | 0-4  | 1-3  | –––– |
| Fonte: exyufudbal |      |      |      |      |      |

### Osijek
```
La 
Osječki nogometni podsavez
 viene fondata il 16 marzo 1924 all'Hotel Central di 
Osijek
 per i club del territorio della 
Slavonia
 e della 
Baranja
, di 
Bjelovar
, di 
Bosanski Šamac
, di 
Brčko
 e di 
Šid
. In precedenza questi territori erano sotto la giurisdizione della 
Zagrebački nogometni podsavez
 (V župa Osijek, XII župa Đakovo e XIII župa Požega). Al momento della fondazione, la sottofederazione conta 15 club, quattro dei quali (
Građanski Osijek
, 
Slavija Osijek
, 
Cibalia
 e Građanski Virovitica) furono fra i fondatori della sottofederazione di Zagabria e della 
Federazione calcistica della Jugoslavia
.
[
2
]
```

|                   | Pos. | Squadra            | Pt | G | V | N | P | GF | GS | QR    |
| ----------------- | ---- | ------------------ | -- | - | - | - | - | -- | -- | ----- |
|                   | 1.   | Slavija Osijek     | 11 | 8 | 5 | 1 | 2 | 14 | 11 | 1,272 |
|                   | 2.   | Građanski Osijek   | 10 | 8 | 5 | 0 | 3 | 18 | 10 | 1,800 |
|                   | 3.   | Hajduk Osijek      | 6  | 8 | 1 | 4 | 3 | 8  | 12 | 0,666 |
|                   | 4.   | Sloga Osijek       | 6  | 8 | 2 | 2 | 4 | 10 | 16 | 0,625 |
|                   | 5.   | Amater Osijek (-2) | 5  | 8 | 3 | 1 | 4 | 12 | 13 | 0,923 |
| Fonte: exyufudbal |      |                    |    |   |   |   |   |    |    |       |

|                   | Sla  | Gra  | Haj  | Slo  | Ama  |
| ----------------- | ---- | ---- | ---- | ---- | ---- |
| Slavija           | –––– | 3-1  | 3-0  | 2-0  | 1-0  |
| Građanski         | 4-1  | –––– | 1-0  | 1-1  | 2-1  |
| Hajduk            | 5-0  | 4-1  | –––– | 4-3  | 1-2  |
| Sloga             | 0-0  | 0-0  | 0-3  | –––– | 2-0  |
| Amater            | 1-4  | 5-1  | 0-1  | 2-2  | –––– |
| Fonte: exyufudbal |      |      |      |      |      |

### Subotica
|                   | Pos. | Squadra             | Pt | G  | V  | N | P  | GF | GS | QR    |
| ----------------- | ---- | ------------------- | -- | -- | -- | - | -- | -- | -- | ----- |
|                   | 1.   | SSU Sombor          | 29 | 18 | 13 | 3 | 2  | 50 | 14 | 3,571 |
|                   | 2.   | Bačka Subotica      | 28 | 18 | 13 | 2 | 3  | 70 | 12 | 5,833 |
|                   | 3.   | Sport Subotica      | 26 | 18 | 10 | 6 | 2  | 48 | 18 | 2,666 |
|                   | 4.   | Amateur Sombor      | 26 | 18 | 12 | 2 | 4  | 34 | 16 | 2,125 |
|                   | 5.   | SAND Subotica (-2)  | 18 | 18 | 9  | 2 | 7  | 26 | 37 | 0,702 |
|                   | 6.   | ŽAK Subotica        | 17 | 18 | 5  | 7 | 6  | 24 | 28 | 0,857 |
|                   | 7.   | SMTC Subotica       | 14 | 18 | 5  | 4 | 9  | 22 | 32 | 0,687 |
|                   | 8.   | SKAK Stara Kanjiža  | 8  | 18 | 2  | 4 | 12 | 17 | 64 | 0,265 |
|                   | 9.   | Sloga Subotica      | 7  | 18 | 1  | 5 | 12 | 10 | 49 | 0,204 |
|                   | 10.  | Konkordija Subotica | 5  | 18 | 1  | 3 | 14 | 17 | 71 | 0.239 |
| Fonte: exyufudbal |      |                     |    |    |    |   |    |    |    |       |

|                   | Som  | Bač  | Spo  | Ama  | SAN  | ŽAK  | SMT  | SKA  | Slo  | Kon  |
| ----------------- | ---- | ---- | ---- | ---- | ---- | ---- | ---- | ---- | ---- | ---- |
| Somborski         | –––– | 1-0  | 3-0  | 3-0  | 3-1  | 2-0  | 2-0  | 3-0  | 1-1  | 10-0 |
| Bačka             | 3-0  | –––– | 1-1  | 4-1  | 1-0  | 5-0  | 5-0  | 12-0 | 3-0  | 11-0 |
| Sport             | 0-0  | 1-3  | –––– | 2.1  | 3-0  | 2-1  | 3-1  | 12-0 | 7-1  | 2-2  |
| Amateur           | 2-1  | 1-0  | 2-2  | –––– | 1-0  | 4-1  | 3-0  | ?    | 3-0  | 5-0  |
| SAND              | 2-3  | 2-1  | 1-1  | 0-1  | –––– | 3-1  | 0-0  | 5-0  | 2-0  | 6-1  |
| ŽAK               | 3-4  | 2-2  | 2-2  | 1-0  | 0-2  | –––– | 0-0  | 3-0  | 0-0  | 4-2  |
| SMTC              | 2-2  | 0-4  | 0-2  | 0-1  | 0-2  | 0-0  | –––– | 6-1  | 1-0  | 3-2  |
| SKAK              | 0-2  | 3-6  | 0-3  | 1-1  | 1-4  | 0-1  | 1-0  | –––– | 1-1  | 3-1  |
| Sloga             | 0-9  | 0-5  | ?    | ?    | 1-2  | 1-1  | 2-4  | 0-0  | –––– | 2-1  |
| Konkordija        | 0-1  | 0-4  | 0-2  | 0-3  | 0-3  | 1-1  | 2-5  | 0-0  | 3-1  | –––– |
| Fonte: exyufudbal |      |      |      |      |      |      |      |      |      |      |

### Belgrado
```
Il torneo era a cinque squadre, dal 23 settembre 1923 al 27 luglio 1924. L'11 maggio 1924 due di esse, Vardar e Konkordija, si sono fuse a formare lo Jedinstvo. I loro risultati sono stati cancellati e lo Jedinstvo non ha disputato partite.
```

|                   | Pos. | Squadra            | Pt | G | V | N | P | GF | GS | QR     |
| ----------------- | ---- | ------------------ | -- | - | - | - | - | -- | -- | ------ |
|                   | 1.   | Jugoslavija        | 8  | 4 | 4 | 0 | 0 | 25 | 2  | 12,500 |
|                   | 2.   | BSK Belgrado       | 4  | 4 | 2 | 0 | 2 | 18 | 17 | 1,058  |
|                   | 3.   | Soko Belgrado      | 0  | 4 | 0 | 0 | 4 | 4  | 28 | 0,142  |
|                   | 4.   | Jedinstvo Belgrado |    |   |   |   |   |    |    |        |
| Fonte: exyufudbal |      |                    |    |   |   |   |   |    |    |        |

|                   | Jug  | BSK  | Sok  | Kon  | Var  |
| ----------------- | ---- | ---- | ---- | ---- | ---- |
| Jugoslavija       | –––– | 9-1  | 9-0  | 8-0  | 9-2  |
| BSK               | 0-5  | –––– | 9-0  | 6-1  | 4-0  |
| Soko              | 1-2  | 3-8  | –––– | 2-0  | 3-2  |
| Konkordija        | 1-6  | -    | 0-2  | –––– | 1-0  |
| Vardar            | -    | 1-2  | -    | -    | –––– |
| Fonte: exyufudbal |      |      |      |      |      |

### Sarajevo
```
Nel computo totale vi sono 19 vittorie e 21 sconfitte poiché nella partita Slavija-Šparta del 27 ottobre 1923 è stata data la sconfitta a tavolino ad entrambe
[
3
]
.
```

|                   | Pos. | Squadra         | Pt | G | V | N | P | GF | GS | QR    |
| ----------------- | ---- | --------------- | -- | - | - | - | - | -- | -- | ----- |
|                   | 1.   | SAŠK            | 16 | 8 | 8 | 0 | 0 | 34 | 7  | 4,857 |
|                   | 2.   | Hajduk Sarajevo | 8  | 8 | 4 | 0 | 4 | 14 | 18 | 0,777 |
|                   | 3.   | Sarajevski      | 4  | 8 | 2 | 0 | 6 | 9  | 21 | 0,428 |
|                   | 4.   | Šparta Sarajevo | 4  | 8 | 2 | 0 | 6 | 5  | 21 | 0,238 |
|                   | 5.   | Slavija (-4)    | 2  | 8 | 3 | 0 | 5 | 16 | 17 | 0,941 |
| Fonte: exyufudbal |      |                 |    |   |   |   |   |    |    |       |

|                   | SAŠ  | Haj  | Sar  | Špa  | Sla  |
| ----------------- | ---- | ---- | ---- | ---- | ---- |
| SAŠK              | –––– | 1-0  | 6-2  | 3-0  | 4-2  |
| Hajduk            | 1-8  | –––– | 1-0  | 5-0  | 3-2  |
| Sarajevski        | 0-6  | 3-0  | –––– | 0-1  | 0-3  |
| Šparta            | 2-3  | 0-3  | 0-3  | –––– | 2-1  |
| Slavija           | 0-3  | 4-1  | 4-1  | nd   | –––– |
| Fonte: exyufudbal |      |      |      |      |      |

### Spalato
```
La vincente del 
gruppo Spalato
 viene ammessa al secondo turno del 
gruppo provincia
 (Grupa Pokrajina): la vincente di quest'ultimo viene ammessa al campionato nazionale.
```

#### Città
L'Uskok ha disputato solo le partite del girone di ritorno, quelle mancanti non sono state recuperate.
|                   | Pos. | Squadra           | Pt | G | V | N | P | GF | GS | QR     |
| ----------------- | ---- | ----------------- | -- | - | - | - | - | -- | -- | ------ |
|                   | 1.   | Hajduk Spalato    | 10 | 5 | 5 | 0 | 0 | 39 | 3  | 13,000 |
|                   | 2.   | JSK Spalato       | 5  | 5 | 2 | 1 | 2 | 11 | 14 | 0,785  |
|                   | 3.   | RŠK Borac Spalato | 3  | 5 | 1 | 1 | 3 | 6  | 22 | 0,272  |
|                   | 4.   | Uskok Spalato     | 0  | 3 | 0 | 0 | 3 | 1  | 18 | 0,055  |
| Fonte: exyufudbal |      |                   |    |   |   |   |   |    |    |        |

| Partita           | And. | Rit. |
| ----------------- | ---- | ---- |
| Hajduk – Split    | 6–1  | 6–1  |
| Uskok – Borac     | —    | 1–3  |
| Split – Borac     | 3–1  | 1–1  |
| Hajduk – Uskok    | —    | 10–0 |
| Hajduk – Borac    | 7–1  | 10–0 |
| Split – Uskok     | —    | 5–0  |
| Fonte: exyufudbal |      |      |

#### Provincia
|                                        | Primo turno   |                     | Data       |
| -------------------------------------- | ------------- | ------------------- | ---------- |
| Zmaj Makarska                          | 0–3 forfait   | Biokovo Makarska    | 23.03.1924 |
| GOŠK Gruž                              | 0–3 tav.      | Jug Dubrovnik       | 23.03.1924 |
| Slaven Gruda                           | 0–3 forfait   | Građanski Dubrovnik | 13.04.1924 |
| Jug Dubrovnik                          | 4–2           | Građanski Dubrovnik | 04.05.1924 |
| Lovćen                                 | 0–3 tav.      | Crnogorac           | 23.03.1924 |
| Balšić                                 | 2–0           | Jadran Bar          | 23.03.1924 |
| Primorac Kotor e Velebit Sinj esentate |               |                     |            |
|                                        | Secondo turno |                     |            |
| Biokovo Makarska                       | 0–3 forfait   | Jug Dubrovnik       | 11.05.1924 |
| Balšić                                 | 0–1           | Crnogorac           | 11.05.1924 |
| Velebit Sinj                           | 0–3 forfait   | Hajduk Spalato      | 11.05.1924 |
|                                        | Terzo turno   |                     |            |
| Primorac Kotor                         | 0–3           | Crnogorac           | 25.05.1924 |
|                                        | Quarto turno  |                     |            |
| Jug Dubrovnik                          | 1–0           | Crnogorac           | 03.06.1924 |
|                                        | Finale        |                     |            |
| Hajduk Spalato                         | 3–0 forfait   | Jug Dubrovnik       | 15.06.1924 |
| Fonte: exyufudbal                      |               |                     |            |